# Silnice II/154
Silnice II/154 je silnice II. třídy, která vede z Kaplice do Třeboně. Je dlouhá 56,8 km. Prochází jedním krajem a třemi okresy.

## Vedení silnice

### Jihočeský kraj, okres Český Krumlov
- Kaplice (křiž. I/3, II/158)
- Blansko (křiž. III/14625)
- Hradiště
- Ličov (křiž. III/1543, III/1544, III/1589)
- Benešov nad Černou (křiž. III/1545, III/1549, III/15412, III/15413)

### Jihočeský kraj, okres České Budějovice
- Rychnov u Nových Hradů (křiž. III/1546, III/15414)
- Bedřichov
- Horní Stropnice (křiž. III/15416, III/15421, III/15423)
- Světví
- Údolí (křiž. II/156)
- Nové Hrady (křiž. III/15618)
- Štiptoň
- Byňov (křiž. III/15425, III/1506)
- Šalmanovice (křiž. III/1504)
- Lipnice (křiž. III/15428)

### Jihočeský kraj, okres Jindřichův Hradec
- Hrachoviště (křiž. III/15433, III/1501)
- Branná
- Třeboň (křiž. I/34, II/155, III/15512)